# Steven Jeppesen
Steven Jeppesen (Helsingør, 22 april 1984) is een voormalig professioneel golfer uit Zweden. Hij is geboren in Denemarken.

## Amateur
Jeppesen speelde in het nationale team. Hij was lid van de Vasatorps Golf Club in Helsingborg.

### Overwinningen
- 2000: Junior British Open

## Professional
Hoewel verschillende Amerikaanse universiteiten hem een studiebeurs aanboden, besloot Jeppesen daar niet op in te gaan en direct in 2003 professional te worden. Op dat moment hij had handicap +5. Hij haalde meteen een spelerskaart voor de Europese PGA Tour maar verloor hem eind 2004. In 2005 haalde hij de 2de plaats bij het Oostenrijks Open en eindigde het seizoen met een 6de plaats op de Order of Merit.
In 2007 zette hij een baanrecord op zijn naam toen hij tijdens het China Open een ronde van 63 maakte op de Shanghai Silport Golf Club.
Jeppesen moest eind 2009 weer naar de Tourschool maar mocht regelrecht naar de Finals. Hij haalde zijn spelerskaart op de Europese PGA Tour voor 2010. Vanaf 2011 was Jeppesen vooral actief op de Challenge Tour en de Nordic League. Op deze Nordic League behaalde Jeppesen 3 overwinningen.

### Overwinningen
| Jaar | Toernooi                    | Tour                                |
| ---- | --------------------------- | ----------------------------------- |
| 2011 | PEAB PGA Grand Opening      | Nordea Tour, deel van Nordic League |
| 2011 | Gefle Open                  | Nordea Tour, deel van Nordic League |
| 2014 | Mediter Real Estate Masters | Nordic League                       |